# Historians.in.ua
Historians.in.ua — український науковий історичний вебпортал. Сайт задуманий як майданчик для комунікації між регіональними осередками істориків в Україні, між фахівцями з різних країн, між різними поколіннями інтелектуалів та між різними дисциплінами. 

## Історія
Ідея створення сайту виникла в 2010 році, коли Андрій Портнов та Володимир Маслійчук залишили посади редакторів журналу Україна Модерна. Остаточно, за словами Андрія Портнова, у потрібності такого проекту вони переконалися під час поїздок Україною із презентаціями його книжки «Історики істориків» та проекту. Вони стали першими редакторами сайту, згодом редакція розширилася. Окрім постійних, сайт має запрошених редакторів, яких обирають на місяць, і з яких поповнюється склад постійних. Першими запрошеними редакторами стали Володимир Склокін, Сергій Гірік та Ігор Сердюк.
Сайт відкрився 1 січня 2012 року, із зверненням до читачів: «Наш сайт починає працювати 1 січня Нового року, в якому вочевидь ми житимемо у кризі, з кризою й усупереч кризі». Відкриття сайту висвітлили науково-популярний «Моя наука» та сайт Центру міської історії Центрально-Східної Європи. 
Окрім історичних статей, на сайті публікують також рецензії, публіцистичні авторські колонки, інтерв'ю. Також на сайті розміщено архів журналу «Україна Модерна» за 2007—2010 роки, збірника «Україна в минулому», кількох чисел Українського археографічного щорічника та багатьох монографій.
Сайт Historians.in.ua неодноразово виступав співорганізатором міжнародних історичних конференцій.

## Оцінки
Канадський літературознавець Мирослав Шкандрій у своїй праці «Український націоналізм: політика, ідеологія та література» називає портал одним з майданчиків історичних дебатів щодо ОУН нарівні з часописом «Критика», порталами «Україна модерна», «Історична правда», Zaxid.net.
У статті на сайті «Media.Sapiens» тексти, які публікуються на порталі, були названі небанальними та якісними.